# Josimar Burker
Josimar Burker (Panamá, 19 de enero de 1995) es un exfutbolista, instagramer, cantante y chico reality panameño que jugó como mediocampista.

## Trayectoria

### Alianza
Josimar Burker se formó en las categorías inferiores y su debut profesional con el club en la Primera División de Panamá fue el 1 de noviembre de 2012 en el empate 2 a 2 contra el Tauro FC en el Estadio Luis Ernesto Cascarita Tapia en donde fue titular y salió de cambio al minuto 60. En donde disputó 1 partido en la LPF Apertura 2012, siguió en el club en el equipo reservas hasta el 31 de marzo de 2014.

### Sporting SM
El 1 de abril de 2014 fue anunciado como nuevo jugador del Sporting SM. Debutó con el club el 6 de abril de 2014 en la derrota 1 a 4 contra Chepo FC en el Estadio Óscar Suman Carrillo en donde fue titular disputando los 90 minutos. Disputó 2 partidos en la LPF Clausura 2014 y quedó subcampeón de la LPF Apertura 2014 en donde jugó 12 partidos y anotó 1 gol, y disputó la LPF Clausura 2015 en donde llegaron hasta las semifinales jugó 2 partidos.

### CA Independiente
El 21 de marzo de 2019 fue anunciado como nuevo jugador del Club Atlético Independiente de La Chorrera. Debutó con el club el 31 de marzo de 2019 en la derrota 0 a 2 contra el CD Árabe Unido en el Estadio Agustín Muquita Sánchez entrando de cambio al minuto 59. Salió campeón del Torneo Clausura 2019 en donde jugó 2 partidos. El 13 de junio de 2019 fue dado de baja del club.

### Reality
Participa en el reality de competencia Calle 7 Panamá desde el 19 de junio de 2023. En su primera temporada en el reality llegó hasta la etapa verde llegando hasta los cuartos de finales. En su segunda temporada en el programa fue el último eliminado en etapa de equipo pero la producción puso una nueva regla que el que ganaba el día podrían salvar a un competidor y lo salvaron entrando a la etapa verde. Fue eliminado nuevamente en los cuartos de finales. Estas 2 temporadas fue rojo, en su tercera temporada paso a formar parte del equipo amarillo y en donde fue eliminado en los semifinales. No fue elegido para la vigesimosegunda temporada.

## Clubes
| Club             | País   | Año       |
| ---------------- | ------ | --------- |
| Alianza FC       | Panamá | 2011-2014 |
| Sporting SM      | Panamá | 2014-2015 |
| CA Independiente | Panamá | 2019      |

## Palmarés

### Títulos nacionales
| Título           | Club             | País   | Año    |
| ---------------- | ---------------- | ------ | ------ |
| Primera División | CA Independiente | Panamá | 2019-C |

## Televisión
| Año         | Programa       | Rol          | Canal     |
| ----------- | -------------- | ------------ | --------- |
| 2023 - 2024 | Calle 7 Panamá | Participante | Telemetro |